# Astragalus orthorhynchus
Astragalus orthorhynchus är en ärtväxtart som beskrevs av Joseph Friedrich Nicolaus Bornmüller. Astragalus orthorhynchus ingår i släktet vedlar, och familjen ärtväxter. Inga underarter finns listade i Catalogue of Life.